# Babanivka, Prîazovske
Babanivka (în ucraineană Бабанівка) este un sat în comuna Botieve din raionul Prîazovske, regiunea Zaporijjea, Ucraina.

## Demografie
Componența lingvistică a localității Babanivka
     Rusă (73,81%)
     Ucraineană (23,81%)
     Bulgară (2,38%)
Conform recensământului din 2001, majoritatea populației localității Babanivka era vorbitoare de rusă (73,81%), existând în minoritate și vorbitori de ucraineană (23,81%) și bulgară (2,38%).